# Тройна хелиева реакция
Тройната хелиева реакция е процес на ядрен синтез, протичащ в някои звезди, при който три ядра на хелий-4 се обединяват в ядро на въглерод-12. Той възниква в сравнително стари звезди, в които количеството водород намалява, а свиването на ядрото на звездата и нарастването на температурата в него до 108 K създава условия за протичане на реакцията. Като страничен ефект от процеса част от образуваните въглеродни атоми се свързват с още хелий в атоми на кислород. Тройната хелиева реакция играе важна рола в образуването на относително тежки елементи при космологичния нуклеосинтез.